# Мелещенко, Олег Владимирович
Олег Владимирович Мелещенко (14 июля 1967, Экибастуз, Казахская ССР, СССР) — советский и российский баскетболист, игравший на позиции разыгрывающего защитника; тренер. Мастер спорта СССР международного класса.

## Спортивная биография
Начинал у Олега Кима в СКА (Алма-Ата) (1984—1992). В составе команды завоевал Кубок СССР, стал серебряным призёром последнего чемпионата СССР. В начале 90-х играл за БК «Динамо» Москва.
В 1989—1992 — основной разыгрывающий сборной СССР: серебряный призёр чемпионата мира 1990 года и бронзовый медалист Игр Доброй Воли (1990).
После распада СССР начал выступать под руководством Владаса Гарастаса за словацкий клуб «Баник» Прьевидза (1992—1996; чемпион Чехословакии, двукратный чемпион Словакии).
В середине 90-х вернулся в Россию, играл за российские команды: «Самара» (1996-98), «Локомотив» Минеральные Воды (1999—2000; в составе этой команды стал обладателем Кубка России-2000 и бронзовым призёром Чемпионата России), «Арсенал» (Тула) (2000—2001), «Химки» Московская область (2001—2002).
Неоднократный участник матчей «Всех звёзд» как СССР, так и России.
В 2006 дебютировал как главный тренер юниорской сборной России на чемпионате Европы.
В качестве ассистента главного тренера (с широким кругом обязанностей): «Динамо» Санкт-Петербург сезон 2005—2006 (серебряные призёры Суперлиги, бронзовые призёры чемпионата России, Final Four FIBA CUP) БК «Химки» Московская область (сезон 2006—2007, бронзовые призёры чемпионата России и Суперлиги). С июня 2007 — гл.тренер БК «Локомотив» Ростов-на-Дону.
С декабря 2010 по март 2011 года — и. о. Главного тренера БК «Химки».

## Достижения

### Как игрока
- Серебряный призёр ЧМ-1990
- Бронзовый призёр Игр доброй воли 1990
- Чемпион Чехословакии, двукратный чемпион Словакии
- Обладатель Кубка СССР 1991. Обладатель Кубка России 2000
- Серебряный призёр чемпионата СССР 1991. Бронзовый призёр чемпионата России 2000

### Как тренера
- Бронзовый призёр чемпионатов России — 2006, 2007.

## Семья
Был женат на мастере спорта СССР по художественной гимнастике Елене Игнатенко. Дети — дочь Юлия и сын Тарас.